# Janne Kanerva
Janne Nikodemus Kanerva (ur. 29 lipca 1970 w Kankaanpää) – fiński sztangista, reprezentant olimpijski na igrzyskach w Barcelonie oraz na igrzyskach w Atlancie.